# Thanh An (sinh 1922)
Thanh An (1922 – 2004) là một nghệ sĩ sân khấu Việt Nam, nguyên Phó trưởng đoàn cải lương Hà Nam Ninh. Ông được nhà nước Việt Nam phong tặng danh hiệu Nghệ sĩ ưu tú năm 1988.

## Cuộc đời
Thanh An tên đầy đủ là Nguyễn Thanh An, sinh năm 1922 tại Tiến Động, huyện Thanh Miện, tỉnh Hải Dương trong một gia đình của truyền thống hoạt động nghệ thuật. Ông bắt đầu hoạt động nghệ thuật từ sớm, đến năm 18 tuổi đã đóng nhiều vai khó như Triệu Tử Long, Lã Bố trong các vở tuồng, Thiện sĩ trong vở chèo Thị Kính. Ông là Hội viên Hội Văn hóa nghệ thuật tỉnh Nam Định từ năm 1977 và hội viên Hội Nghệ sĩ Sân khấu Việt Nam. Không chỉ là một diễn viên, ông còn từng đạo diễn vở kịch sân khấu "Tiếng hát nghệ sĩ" từ kịch bản của Ngô Cương cho đoàn cải lương Hà Nam Ninh. Ông về hưu với chức vụ Phó trưởng đoàn cải lương Hà Nam Ninh từ năm 1984 nhưng vẫn tiếp tục công việc giảng dạy tại Trường Nghệ thuật Nam Hà cho đến năm 1998.

## Thành tựu

### Huân chương
- Huân chương Kháng chiến hạng Nhì.
- Huân chương Chiến sĩ văn hóa.

### Giải thưởng
| Năm  | Lễ trao giải                    | Vai diễn        | Kết quả         | Nguồn |
| ---- | ------------------------------- | --------------- | --------------- | ----- |
| 1962 | Hội diễn toàn miền Bắc          | Dương Diên Nghệ | Huy chương bạc  |       |
| 1970 | Hội diễn sân khấu chuyên nghiệp | Trần Bình Trọng | Huy chương vàng |       |
| 1981 | Tiếng hát hay                   |                 | Loại A          | [ 4 ] |
| 1985 | Hội diễn toàn quốc              | Già Làng        | Huy chương vàng |       |